# Kriminalistická jazyková expertiza
Kriminalistická jazyková expertiza je vedle fonoskopie nejdůležitější součástí forenzní lingvistiky v České republice. Jazyková expertiza napomáhá k dokazování trestné činnosti na základě analýzy psaných komunikátů.
Jedná se o znaleckou disciplínu zapsanou v seznamu znaleckých oborů pod odvětvím kriminalistika (obor jazyková expertiza). Znalecká činnost je nově upravena zákonem č. 254/2019 Sb., o znalcích, znaleckých kancelářích a znaleckých ústavech.
Znalec vykonávající expertizní činnost v oblasti jazykové expertizy musí mít široké znalosti nejen z nejrůznějších oblastí lingvistiky (např. stylistika, lexikologie, syntax, gramatika, pravopis, dialektologie, teorie jazykové kultury, sociolingvistika apod.), ale i z kriminalistiky, práva nebo například psychologie.

## Historie
Jazyková expertiza v ČR je praktickou aplikací lingvistiky pro forenzní účely s dlouholetou historií. Její počátky se u nás datují do 50. let 20. století, a to ve spojení s písmoznalectvím. V této době si písmoznalci při komparacích textů začali všímat i nápadnějších jazykových hledisek. Jako samostatný obor se jazyková expertiza konstituovala v 60. letech. V současné době se jazykové expertize věnují jak soukromí znalci, tak pracovníci Kriminalistického ústavu Policie ČR.

## Hlavní pojmy
Idiolekt: Soubor vyjadřovacích prostředků jednotlivce, které si vybírá napříč spektrem národního jazyka.
Jazykový znak: Pojem znak je v lingvistice všeobecně vnímán jako něco zastupující něco jiného (viz např. Čermák, 2007). Pojetí jazykového znaku v jazykové expertize z této definice částečně vychází, neboť jazykové znaky zde označují takové prostředky národního jazyka, k nimž je v jazyce možné nalézt prostředek ekvivalentní (např. znaky tvaroslovné my přijdeme, přijdem, přídem; bychom/bysme/byjsme/by jsme; nebo znaky syntaktické pro vyjádření přípustky ačkoli(v)/i přesto, že/i když/třebaže mi končí zkušební doba…).
Teorie identifikace: Identifikace autora je založena na postulátu, že vnitřní diferenciace jazykového systému a jeho výběrové možnosti jsou dostatečným předpokladem pro uplatnění objektivně existujících individuálních zvláštností ve vyjadřování, které se v jazykovém projevu člověka projevují působením objektivních a subjektivních faktorů v takových kombinacích, jež jsou typické jen pro určitou osobu.
Sporný materiál: Text či texty od autora, jehož totožnost není známa nebo je jeho autorství zpochybňováno.
Srovnávací materiál: Text či texty od prokazatelně známého autora, tj. osoby podezřelé z napsání sporných komunikátů.
Závěry: Na základě vypracovaných analýz stanoví znalec závěr svého znaleckého zkoumání. Tento závěr o totožnosti autora sporných a srovnávacích materiálů nebo naopak o rozdílnosti autorů je stanoven buď kategoricky nebo v rovině pravděpodobnosti (3 stupně).
Znalecký posudek: Písemný výstup znalce (oboru jazyková expertiza), jehož náležitosti jsou stanoveny zákonnou úpravou.
Znalec: Osoba, která je oprávněná podávat znalecké posudky na základě jmenování ministrem spravedlnosti po splnění kvalifikační předpokladů (vzdělání a praxe v oboru a složení znaleckých zkoušek). Při své činnosti je vázána mlčenlivostí.

## Zkoumané materiály
V rámci jazykové expertizy lze zkoumat texty jakéhokoli funkčního stylu, typu vyhotovení i druhu.
Texty předkládané k expertize jsou texty soukromé i veřejné komunikace anonymního a neanonymního charakteru, které jdou napříč veškerými funkčními styly psaných textů (tzn. prostěsdělovacím, administrativním, odborným, publicistickým i uměleckým).
Z druhů zkoumaných textů jmenujme například: dopisy/e-maily, online příspěvky (na sociálních sítích, v online médiích, osobní zprávy v chatovacích aplikacích, na soukromých stránkách, blozích), SMS; stížnosti, smlouvy, závěti, protokoly; články, kvalifikační práce apod.
Z výše uvedeného vyplývá, že pro potřeby zkoumání není rozhodující forma vyhotovení předkládaných textů. Znalci zkoumají jak texty psané rukou, vzniklé na počítači nebo na psacím stroji.

## Druhy jazykové expertizy

### Identifikace autora
Identifikace autora slouží k určení autora sporných textů, a to na základě jejich komparace s texty srovnávacími. Základem identifikace autora je komplexní analýza idiolektu z hlediska všech jazykových rovin. Znalec na základě svých zkoumání stanoví závěr o totožnosti či netotožnosti autora. Specifickým druhem identifikace je analýza plagiátů. K odhalování plagiátů se v dnešní době využívají různé softwarové nástroje (např. Theses.cz, Odevzdej.cz, Turnitin.com), jejichž výsledky při sporech o plagiát často stačí. Avšak jsou i případy, kdy automatické systémy plagiát neodhalí či jej neodhalí v úplnosti, a proto je následně třeba zpracovat podrobnou jazykovou analýzu textu a vyhodnotit ji. V těchto případech se pak žadatel obrátí právě na znalce jazykové expertizy, který text analyzuje, a pokud vyhodnotí, že jde skutečně o plagiát, určí jeho typ a rozsah opsaných pasáží. Znalec je rovněž kompetentní k vyhotovení znaleckého posudku.

### Profilování
Profilování autora je metodou užívanou v případech, kdy jsou k dispozici pouze sporné texty. Cílem je zúžit okruh možných podezřelých jakožto autorů textu. Tohoto postupu se využívá zejména u anonymních komunikátů. Profil je sestavován ve dvou krocích: 1. stanovení sociolingvistických charakteristik (jako je např. věk, vzdělání, místní příslušnost, pohlaví, zájmy atd.) a 2. interpretace obsahových složek (věrohodnost obsahu, motivace k napsání textu, koherence textu, nebezpečnost a reálnost výhružek apod.).

### Sémantická analýza
Sémantika je lingvistická disciplína zabývající se významem jazykových jednotek. V rámci jazykové expertizy se řeší zejména otázky jednoznačnosti významu sporných formulací v textech. Jedná se zejména o texty administrativního a právního charakteru. Sémantickou analýzou textů se samozřejmě nezabývá jen jazyková expertiza, znalec této znalecké specializace je o sémantickou analýzu žádán tehdy, kdy je třeba na daný text vypracovat znalecký posudek pro potřeby soudního řízení například z důvodu údajně chybné interpretace žádosti, komplikací při dědickém řízení apod.